# الشراكة من أجل السلام

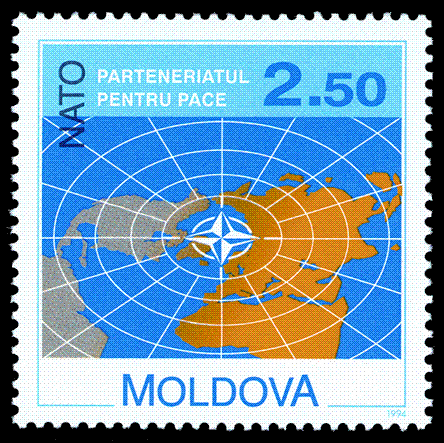
الشراكة من أجل السلام

الشراكة من أجل السلام هو برنامج استحدثته منظمة حلف شمال الأطلسي (الناتو) بهدف ترسيخ الثقة بين الدول الأعضاء في الناتو وغيرها من الدول في أوروبا، بما في ذلك دول ما بعد الاتحاد السوفيتي التي بلغ عددها 20 دولة عضوًا. ينطوي البرنامج على ستة مجالات للتعاون، يهدف كل منها إلى بناء علاقات مع الشركاء من خلال توظيف التعاون العسكري في التمرين والتدريبات والتخطيط للكوارث والاستجابة لها، والقضايا العلمية والبيئية، والتأهيل المهني، وتخطيط السياسات، والعلاقات مع الحكومة المدنية.
أُعلن عن إطلاق هذا البرنامج خلال قمة عُقدت في بروكسل، بلجيكا بين 10 و11 يناير 1994، وسط المخاوف الأمنية التي سادت في أوروبا الشرقية عقب الحرب الباردة وتفكك الاتحاد السوفيتي، علاوة على فشل مجلس التعاون لشمال الأطلسي. بموجب هذا القرار، أصبح لزامًا على الدول المحايدة أن تواجه حالة يتعين عليها فيها إعادة النظر حول الإبقاء على الحياد العسكري؛ ولذلك انضمت دول كالسويد وفنلندا والنمسا إلى الشراكة من أجل السلام في عام 1997.
على مدار العقد الأول من القرن الواحد والعشرين، أحرز برنامج الشراكة من أجل السلام تقدمًا كبيرًا. في عام 2002، بدأت خطة عمل الشراكة الفردية التي تهدف إلى تمكين الدول الأعضاء من الحصول على المزيد من المساعدة من الناتو دون الحاجة إلى الالتزام بالعضوية الكاملة في الحلف. بالإضافة إلى ذلك، استحدث البرنامج مبادرة للتعليم، وتحديدًا التعليم العسكري. منذ إنشاء البرنامج، كان التمويل أبرز التحديات التي واجهها بسبب التغيير المستمر في أعضائه.

## خلفية
أُنشئ مجلس تعاون الشمال الأطلسي في عام 1991، في خضم الشواغل الأمنية التي انتشرت خلال فترة ما بعد الحرب الباردة، للاهتمام بالمسائل الأمنية في أوروبا الشرقية. أُعلن عن تأسيس مجلس تعاون شمال الأطلسي للمرة الأولى خلال قمة روما في نوفمبر 1991 باعتباره الخطوة الأولى التي اتخذها حلف الناتو لدمج الاتحاد السوفيتي السابق وحلفائه في حلف وارسو في أطر الأمن الأوروبية. كان الغرض من ذلك تكوين صلات دبلوماسية بين حلف شمال الأطلسي والمسؤولين العسكريين في أوروبا الشرقية فيما يتعلق بالمحادثات الصناعية والعسكرية. بعد عام 1991، عقد مجلس تعاون شمال الأطلسي اجتماعات وزارية سنوية ومناقشات منتظمة بين الممثلين الشرقيين والغربيين للجان الناتو السياسية والاقتصادية والعسكرية. هدفت هذه الاجتماعات إلى تعزيز العلاقات بين أوروبا الشرقية والغربية، ما يساهم في الاستقرار السياسي والعسكري الإقليمي. مع ذلك، ضم المجلس 36 دولة عضوًا تنوعت جغرافيًا واقتصاديًا وثقافيًا فنشب نزاع سياسي بينها أحيانًا. في النهاية، تسبب هذا في اتخاذ إجراءات محدودة بشأن المهمة الأساسية لمجلس تعاون شمال الأطلسي. بحلول عام 1993، فقدت مجموعة من بلدان أوروبا الشرقية ثقتها في مجلس تعاون شمال الأطلسي. ساهم ظهور دول جديدة مثل كرواتيا وأوكرانيا بعد انقسام تشيكوسلوفاكيا في تشجيع وزير الخارجية السلوفاكي، ميلان كنازكو، على وضع إطار أمني من شأنه تسهيل التعاون مع الناتو على جميع الأصعدة. أدت أوجه القصور في مجلس تعاون شمال الأطلسي إلى انعدام كفاءته في التعامل مع الأحداث الإقليمية المتسارعة، ما أدى إلى ضغط أعضاء المجلس من أجل العضوية في حلف الناتو وتشكيل برنامج بديل كذلك.
كان مجتمع نوفا البلغاري أول من ناقش مفهوم الشراكة من أجل السلام، بعد اقتراحه مبادرة أمريكية في اجتماع وزراء دفاع الناتو في ترافيموند، ألمانيا، بين 20 و21 أكتوبر 1993، وجرى تدشينه رسميًا في 10-11 يناير 1994، خلال قمة الناتو في بروكسل، بلجيكا. وفقًا لسجلات وزارة الخارجية الأمريكية السرية المكشوفة، وصف الرئيس كلينتون للرئيس يلتسين برنامج الشراكة من أجل السلام بأنه «خطوة ستؤدي إلى عضوية الناتو» وأنه «لا يضع خطًا آخرًا يفصل أوروبا مئات الأميال إلى الشرق». في سبتمبر 1994 أخبر كلينتون يلتسين أن حلف الناتو سيتوسع، لكنه لم يضع جدولًا زمنيًا محددًا لذلك. بحلول ذلك الوقت، طالب يلتسين بمنطقة نفوذ روسي تغطي كومنولث الدول المستقلة.

## الهدف
عُقد اجتماع ضم وزراء دفاع الناتو بين 20 و21 أكتوبر 1993، في ترافيموند، ألمانيا. اقترحت الولايات المتحدة خلال الاجتماع برنامج الشراكة من أجل السلام استجابة للقضايا في أوروبا الشرقية. خطط وزير الدفاع الأمريكي ليس أسبين لهذه المبادرة، إذ لم يرغب في استبعاد روسيا من الترتيبات الأمنية الدولية. أُطلقت هذه المبادرة أساسًا لتشجيع الدول على تعزيز الديمقراطية والمشاركة النشطة نحو الحفاظ على الأمن الدولي. وُضع كذلك برنامج من أجل تعزيز التعاون الأمني مع دول وسط وشرق أوروبا التي لم تكن جزءًا من حلف الناتو. في قمة الناتو التي عقدت بين 10 و11 يناير 1994، أنشأ الناتو برنامج الشراكة من أجل السلام في إطار مجلس تعاون الشمال الأطلسي. جادل كلينتون أن الشراكة ستفسح المجال لدول في أوروبا الشرقية، بما في ذلك تلك التي كانت جزءًا من الاتحاد السوفيتي وحتى روسيا نفسها للعمل معًا «من أجل أفضل مستقبل ممكن لأوروبا».
استعرضت الوثيقة الإطارية لبرنامج الشراكة من أجل السلام ستة مجالات للتعاون، منها:
- ضمان الشفافية في إجراءات الدفاع الوطني وإجراءات الموازنة؛
- تمكين السيطرة على قوات الدفاع من خلال الأساليب الديمقراطية؛
- احتفاظ الدول بإمكانيتها واستعدادها للمساهمة في السلوك الدستوري والعمليات الدستورية في إطار ولاية الأمم المتحدة أو مؤتمر الأمن والتعاون في أوروبا؛
- تعزيز قدرة الدول على إرسال بعثات إنسانية كحفظ السلام والبحث والإنقاذ باعتبارها الهدف الرئيسي من خلال تكوين علاقة تعاونية عسكرية مع منظمة حلف شمال الأطلسي وغيرها من الدول المعنية؛
- تأسيس قوات يمكنها العمل مع أعضاء الناتو على المدى الطويل؛
- التشاور مع منظمة الناتو وإبلاغها بالتهديدات التي تواجه أمن الدولة المشاركة أو أراضيها أو سيادتها.

حصلت الدول على وعود بمنحها مكاتب في مقر منظمة حلف شمال الأطلسي وفي خلية تنسيق الشراكة التي تقع بالقرب من المقر الأعلى للدول المتحالفة في أوروبا. كان من المفترض أن تحصل الدول المشاركة في المبادرة على امتيازات للتعاون، وإن كانت أقل مقارنة بالدول كاملة العضوية في حلف الناتو. أعلن الناتو مع حكومة الولايات المتحدة أن أعضاء الحلف الحاليين سيحتاجون فقط إلى الحد الأدنى من المساهمات لتكلفة المبادرة بينما سيتعين على أعضاء الشراكة من أجل السلام تمويل معظم تكلفة البرنامج. ساهم البرنامج في زيادة احتمالية أن تصبح الدول المشاركة التي لم تكن جزءًا من حلف الناتو عضوًا رسميًا فيه، إلا أنه لم يضمن الحصول على تلك العضوية. زُعم أن الشراكة من أجل السلام خطوة اتُخذت لتأخير القرارات المتعلقة بالتحرك نحو توسيع عضوية الناتو لتشمل غير الأعضاء في الناتو في أوروبا. اعتبرها البعض مؤامرة ابتكرها الغرب لإعداد دول أوروبا الشرقية لتشكيل الاتحاد الأوروبي من خلال تحويلها إلى دول ديمقراطية من خلال التعاون العسكري. بحلول منتصف أكتوبر 1994، بلغ عدد الدول الأعضاء في برنامج الشراكة من أجل السلام 22 دولة. 

## الأعضاء الحاليون

أعضاء الشراكة من أجل السلام
أعضاء سابقون انضموا إلى حلف شمال الأطلسي

| أعضاء الشراكة من أجل السلام | أعضاء سابقون انضموا إلى حلف شمال الأطلسي |

### جمهوريات الاتحاد السوفياتي السابقة
- أرمينيا (5 أكتوبر, 1994)[18]
- أذربيجان (4 مايو, 1994)[18]
- بيلاروسيا (11 يناير, 1995)[18]
- جورجيا (مارس 23, 1994)[18]
- كازاخستان (27 مايو، 1994)[18]
- قرغيزستان (1 يونيو, 1994)[18]
- مولدوفا (16 مارس, 1994)[18]
- روسيا (22 يونيو, 1994)[18]
- طاجيكستان (20 فبراير, 2002)[18]
- تركمنستان (10 مايو, 1994)[18]
- أوكرانيا (8 فبراير, 1994)[18]
- أوزبكستان (13 يوليو, 1994)[18]

### الدول اليوغسلافية السابقة
- البوسنة والهرسك (14 ديسمبر, 2006)[18]
- جمهورية مقدونيا (15 نوفمبر, 1995)[18]
- الجبل الأسود (14 ديسمبر, 2006)[18]
- صربيا (14 ديسمبر, 2006)[18]

### أعضاء الاتحاد الأوروبي
- النمسا (10 فبراير, 1995)[18]
- فنلندا (9 مايو، 1994)[18]
- أيرلندا (1 ديسمبر, 1999)[18]
- مالطا (انضمت في 26 أبريل 1995, وانسحبت في 27 أكتوبر 1996، وقررت إعادة تنشيط عضويتها في 20 مارس 2008 وتم قبول طلبها من جانب حلف شمال الأطلسي في قمة في بوخارست في 3 أبريل 2008.
- السويد (9 مايو، 1994)[18]

### أخرى
- سويسرا (11 ديسمبر, 1996)[18]

## أعضاء مرشحون للانضمام
قبرص هي الدولة الوحيدة في الاتحاد الأوروبي التي لم تنضم، حيث ترفض تركيا مشاركتها حتى يُحل النزاع مع قبرص الشمالية.

## أعضاء سابقون

### دول أصبحت ذات عضوية كاملة في حلف شمال الأطلسي في 12 مارس 1999
- جمهورية التشيك (مارس 10, 1994)[18]
- المجر (فبراير 8, 1994)[18]
- بولندا (فبراير 2, 1994)[18]

### دول أصبحت ذات عضوية كاملة في حلف شمال الأطلسي في مارس 29, 2004
- بلغاريا (فبراير 14, 1994)[18]
- إستونيا (فبراير 3, 1994)[18]
- لاتفيا (فبراير 14, 1994)[18]
- ليتوانيا (فبراير 27, 1994)[18]
- رومانيا (يناير 26, 1994)[18]
- سلوفاكيا (فبراير 9, 1994)[18]
- سلوفينيا (مارس 30, 1994)[18]

### دول أصبحت ذات عضوية كاملة في حلف شمال الأطلسي في 1 أبريل 2009
- ألبانيا (فبراير 23, 1994)[18]
- كرواتيا (ايو 25, 2000)[18]

## وصلات خارجية
- NATO Issues: The Partnership for Peace
- Signatures of Partnership for Peace Framework Document
- Partnership for Peace Information Management System (PIMS)